# Giao hưởng số 1 (Stravinsky)
Giao hưởng số 1, cung Mi giáng trưởng, Op.1 là bản giao hưởng đầu tiên cũng là tác phẩm đầu tiên trong sự nghiệp âm nhạc của nhà soạn nhạc người Nga Igor Stravinsky. Ông viết nó vào năm 1905. Tác phẩm được đề tặng cho người thầy của Stravinsky, đó là nhà soạn nhạc Nikolay Rimsky-Korsakov.